# M-Pesa
M-Pesa (M — мобильные, суахили pesa — деньги) — поставщик платёжных услуг для абонентов мобильного оператора. Сервис был разработан компанией Sagentia специально для Кении. В сентябре 2009 года сервис был перенесён на платформу IBM для Vodafone. Создание сервиса спонсировалось британским Департаментом международного развития (DFID) в 2003—2007 годах.
Изначально концепция системы M-PESA предназначалась для предоставления услуг микрофинансирования заёмщикам для удобного предоставления и выплаты кредитов, используя дилерскую сеть мобильного оператора Safaricom. Это дало возможность институтам микрофинансирования (MFI) предоставлять достаточно выгодные условия займов своим клиентам за счёт сокращения затрат на создание и содержание сети банковских отделений и отсутствия затрат на работу с наличными деньгами. Изначально предполагалось, что пользователи смогут более удобно контролировать свой счёт. Но во время тестовой эксплуатации пользователи начали использовать сервис для альтернативных целей, и появилась возможность кооперации с институтом микрофинансирования Faulu (англ.). M-Pesa перепозиционировала свои услуги и запустила несколько продуктов: денежные переводы по стране и возможность осуществлять платежи.
M-Pesa предоставляет услуги бесфилиального банкинга, что означает возможность пользователей выполнять самые распространённые банковские операции без необходимости посещать офис банка. Продолжительный успех системы M-PESA в Кении привёл к созданию популярного и доступного платёжного сервиса с незначительной вовлечённостью банков. Система изначально предназначалась компанией-разработчиком Sagentia для 6 миллионов пользователей, однако позднее по заказу Vodafone сервис был масштабирован компанией IBM и размещён на хостинге Rackspace для рынков трёх стран — Кении, Танзании и Афганистана.

## Функциональность
Пользователи платёжной системы M-Pesa могут размещать на депозитах деньги и снимать их используя агентскую сеть дилеров мобильного оператора и других розничных точек, которые являются агентами банков. Система M-Pesa работает на базе мобильного оператора Safaricom (англ.), который не является банковским учреждением.
Сервис позволяет пользователям:
- Размещать деньги на депозитах и отзывать их
- Переводить деньги пользователям платёжной системы и третьим лицам
- Оплачивать счета
- Покупать услуги мобильного оператора[6][7].

Пользовательский интерфейс системы M-Pesa Safaricom в Кении отличается от интерфейса Vodacom в Танзании, хотя используется одна и та же платформа. В настоящее время компания Safaricom использует SIM Application Toolkit (англ.) для предоставления пользователям меню доступа к своим платёжным сервисам, Vodacom же использует для предоставления меню технологию USSD.

## Рынки

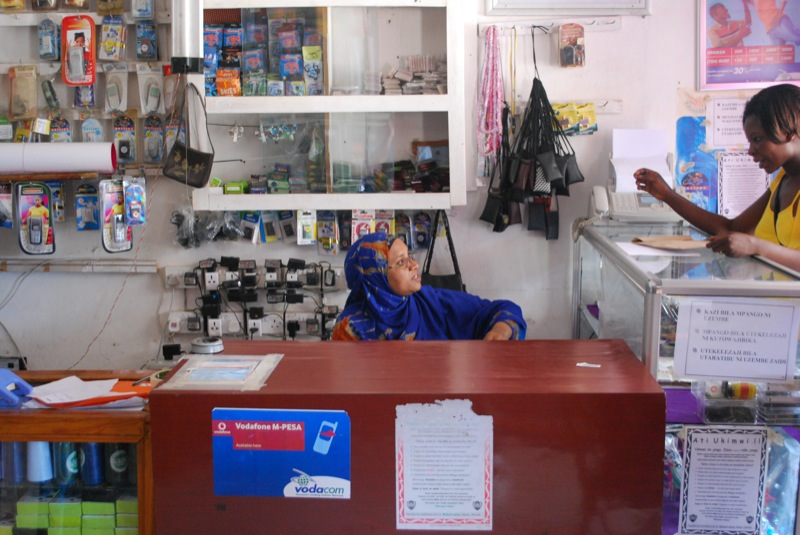
Дилер M-Pesa в Танзании

### Кения
M-Pesa впервые была запущена кенийским мобильным оператором Safaricom в партнёрстве с Vodafone в марте 2007 года. M-Pesa быстро захватила значительную долю рынка денежных переводов и неожиданно стала использоваться 6,5 млн пользователями, которые только в одной Кении осуществляли 2 млн транзакций ежедневно (май 2009).
Такой стремительный рост этой услуги заставил традиционные банковские учреждения обратить внимание на инновационный проект. В декабре 2008 года, группа банков предположительно пролоббировали кенийского министра финансов подвергнуть компанию M-Pesa аудиту, чтобы замедлить темпы роста. Однако аудит не нашёл ничего противозаконного.

### Танзания
Система M-Pesa была запущена в Танзании компанией Vodacom (англ.), дочерней компанией Vodafone.

### Южная Африка
В сентябре 2010 Vodacom и Nedbank анонсировали запуск этого сервиса в ЮАР, где по экспертным оценкам есть более 13 миллионов «экономически активных» жителей у которых нет банковского счёта.

### Другие рынки
Существуют планы запустить сервисы системы M-Pesa в Индии и Египте, а также запустить сервис международных переводов в Кении.